# DBC·皮埃尔
DBC·皮埃尔（DBC Pierre，1961年—），原名彼得·芬利（Peter Finlay），是一名澳洲小說家。

## 生平
出生於南澳大利亞，父親是阿德萊德大學的教員。皮埃尔自小已經跟隨父親移居墨西哥，並於那裡長大。皮埃尔取筆名DBC，是因為年青時曾過著一些年少輕狂的生活，長大後對此感到後悔，因此以DBC，Dirty But Clean的缩写，意为污秽而纯洁代表自己。2003年，他出版處女作《維農少年》，一舉擊敗瑪格麗特·阿特伍德及馬丁·艾米斯等著名作家，折桂當年的布克獎。

## 外部連結
- DBC·皮埃尔在互联网电影资料库（IMDb）上的資料（英文）